# 緑地西橋

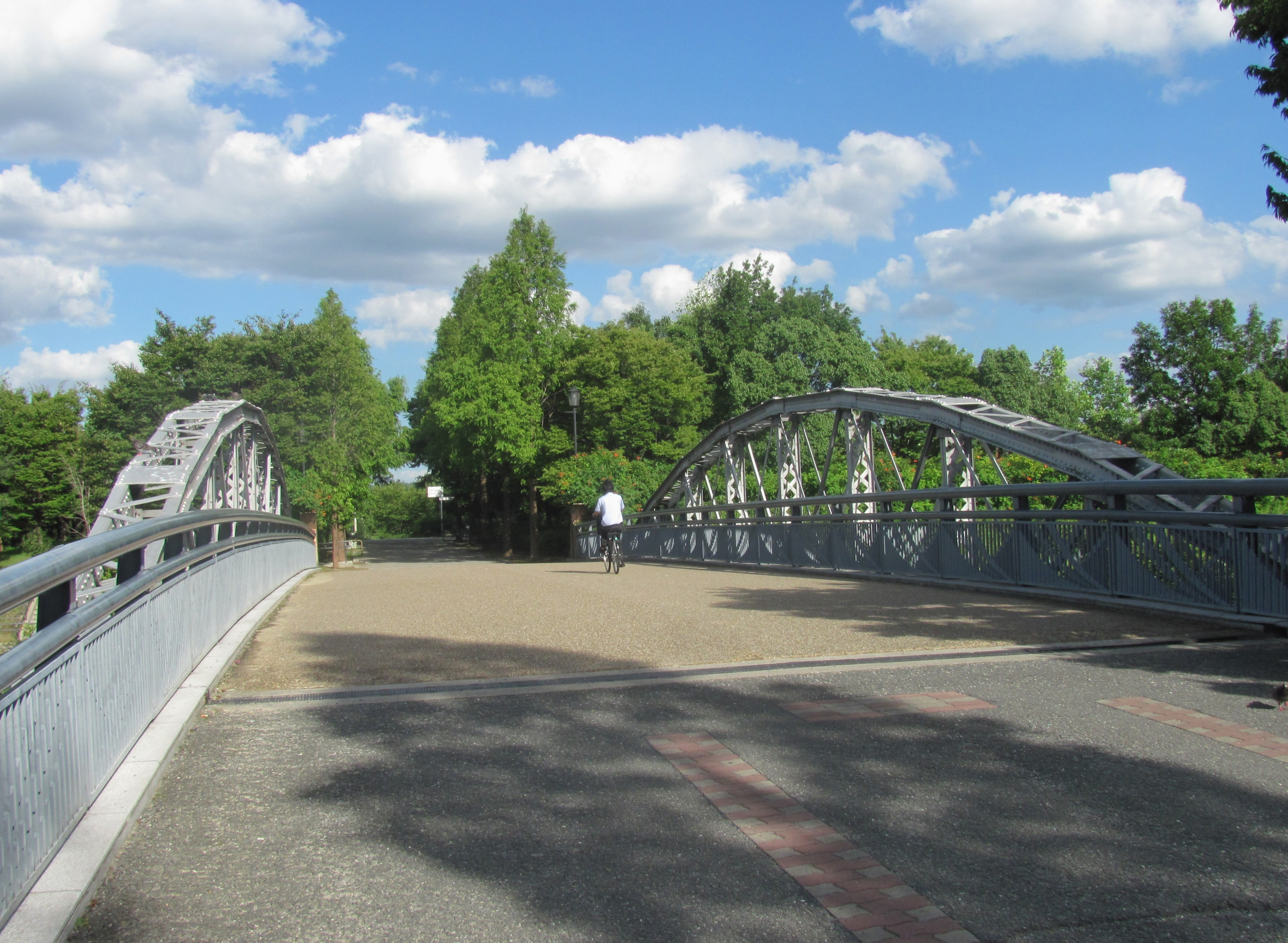
緑地西橋

緑地西橋（りょくちにしばし）は、大阪府大阪市鶴見区にある大阪市道に架かる道路橋である。

## 概要

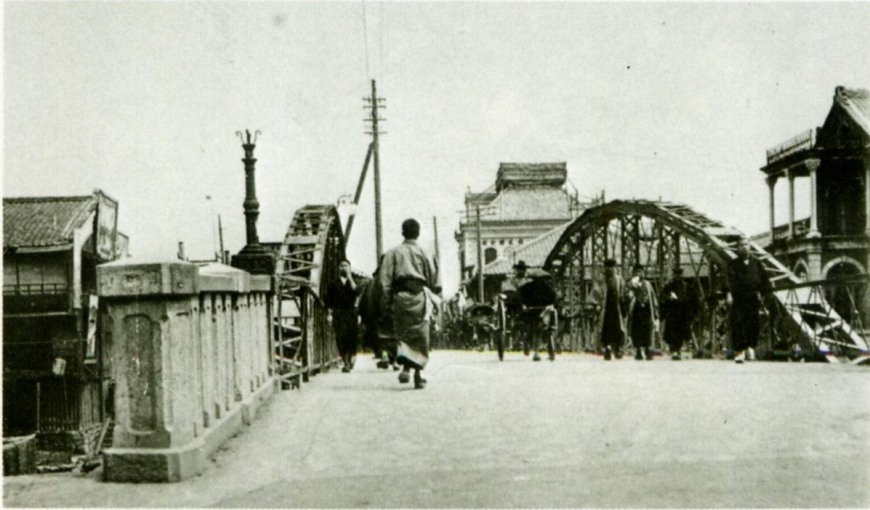
旧心斎橋時代・地上から(明治期)

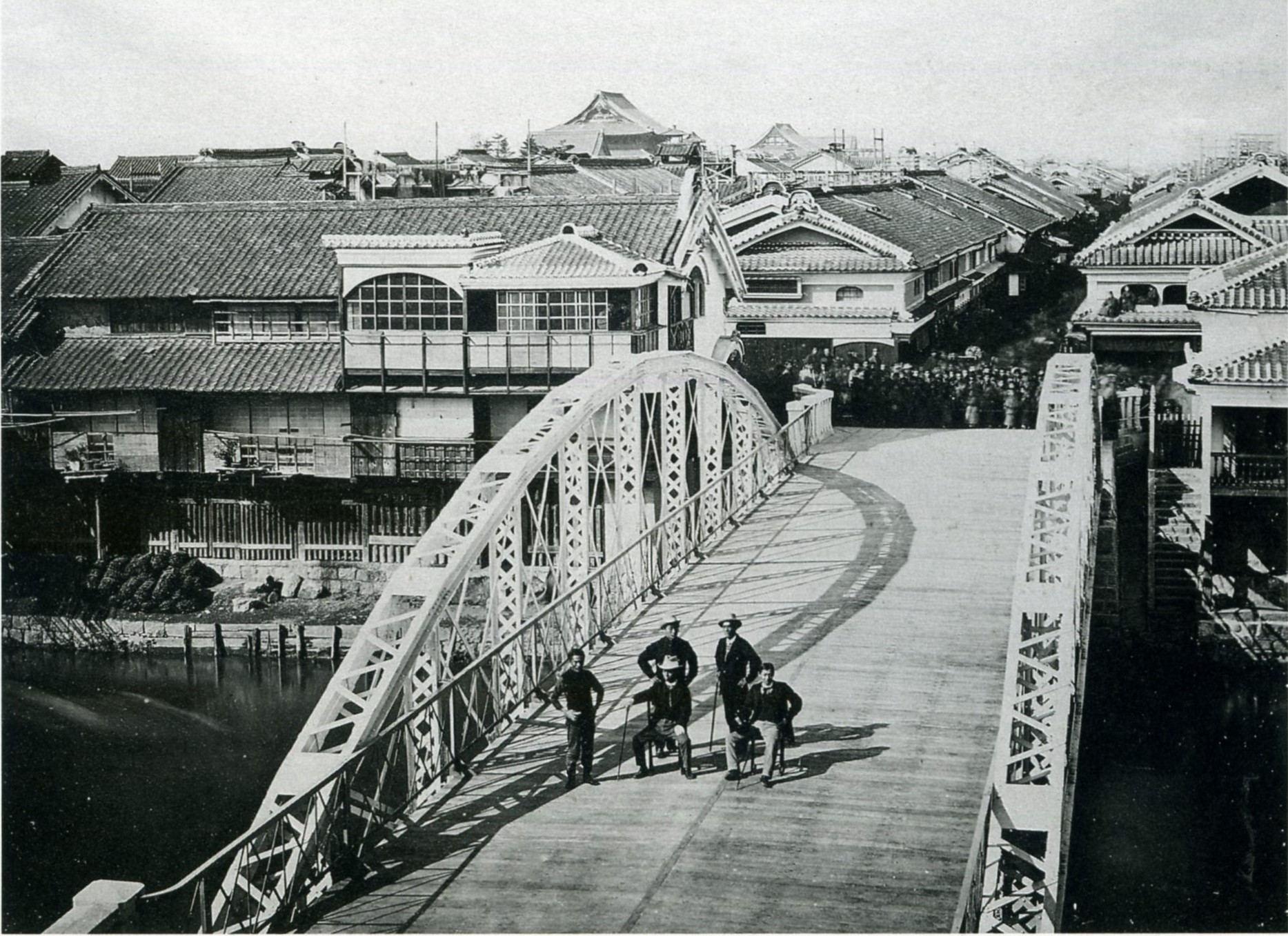
旧心斎橋時代・俯瞰（明治初期）

鶴見緑地公園西側沿いを通る大阪市道鶴見区第8324号に架かる、全長36.7mの橋梁である。
もともとは、長堀川に架かっていた鉄橋の旧心斎橋であり、旧心斎橋より撤去された後、途中3ヵ所にて橋梁の移設・撤去を繰り返した後、現在地に移設されたものである。現在の本橋梁では、旧心斎橋からボウストリングトラス桁の主構のみを転用し保存している。日本現存最古の鉄橋とされ、土木学会選奨土木遺産に選定されている。なお、橋床にあたる部分には鋼桁橋が架かっており、トラス桁自体が支える構造にはなっていない。
1990年（平成2年）の大阪・国際花と緑の博覧会の会期中は、京阪本線関目駅からの歩行者ルートとして利用された。

## 構造
下路式プラットトラス（ボウストリングトラス・ピン結合）の形式であり、1873年（明治6年）にドイツより輸入されたドイツ・ハーコート（Harkort'sche Fabrik）製である。また、トラスの部材（錬鉄製）をボルトで締めて連結組立てを行う、プレハブ式であるのが特徴である。
- トラスの支間長：36.13m

## 歴史
- 1873年（明治6年）：本木昌造の設計により、心斎橋として架設。
- 1908年（明治41年）：心斎橋としての役割を終えて撤去後、境川運河の境川橋として移設。
- 1928年（昭和3年）：境川橋より撤去後、大和田川の新千船橋として移設。
- 1973年（昭和48年）：新千船橋より撤去後、鶴見緑地公園にすずかけ橋（篠懸橋）として移設・保存。
- 1989年（平成元年）：鶴見緑地改装に伴い、すずかけ橋（篠懸橋）より撤去後、現在地に移設・保存。

## 周辺
- 鶴見緑地公園（花博記念公園鶴見緑地）
  - 咲くやこの花館
- 大阪市立鶴見商業高等学校
- 大阪市水道局城東浄水場（工業用水）
- 花博通